# جزر الأنتيل الكبرى
جزر الأنتيل الكبرى هي أرخبيل في البحر الكاريبي، تعد جزءًا من جزر الهند الغربية، وتحتل الجزء الشمالي من جزر الأنتيل. جزر الأنتيل الكبرى هي جزر كايمان وكوبا وجامايكا وهسبانيولا (التي تتكون من هايتي في جزئها الغربي والدومينيكان في الشرقي) وبورتوريكو. بسبب العادات والتقاليد واللغة المشتركة، تُلحَق جزر الأنتيل الكبرى بأمريكا اللاتينية مع أنها تتبع أمريكا الشمالية جغرافيًّا.

## مراجع

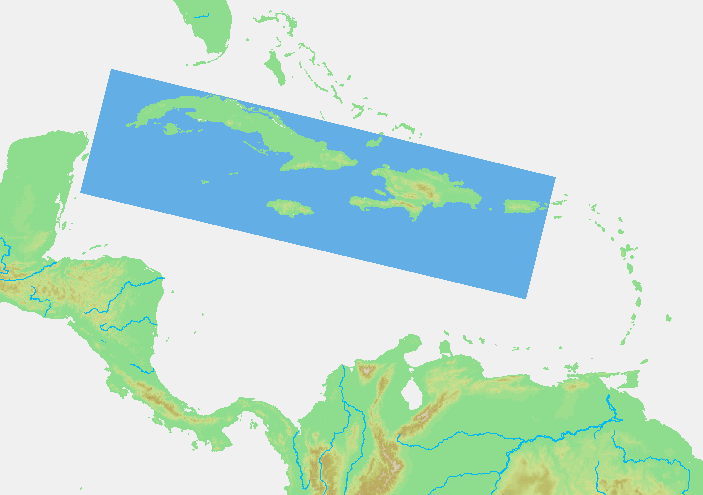
على الخارطة جزر الانتيل الكبرى

## الدول
| Name                | المساحة(km²) | عدد السكان(2017) | كثافة السكان(لكل كم²) | العاصمة       |
| ------------------- | ------------ | ---------------- | --------------------- | ------------- |
| جزر كايمان (UK)     | 264          | 58٬441           | 207.9                 | جورج تاون     |
| كوبا                | 110٬860      | 11٬147٬407       | 102.4                 | هافانا        |
| جمهورية الدومينيكان | 48٬442       | 10٬734٬247       | 183.7                 | سانتو دومينغو |
| هايتي               | 27٬750       | 10٬646٬714       | 292.7                 | بورت أو برانس |
| جامايكا             | 10٬991       | 2٬990٬561        | 248.6                 | كينغستون      |
| بورتوريكو (US)      | 9٬104        | 3٬351٬827        | 430.2                 | سان خوان      |
| Total               | 207٬411      | 38٬929٬197       | 169.05                |               |